# Departamento de Empedrado
Departamento de Empedrado är en kommun i Argentina.   Den ligger i provinsen Corrientes, i den nordöstra delen av landet, 800 km norr om huvudstaden Buenos Aires. Antalet invånare är 14 721. Arean är 2,0 kvadratkilometer.
Terrängen i Departamento de Empedrado är mycket platt.
Trakten runt Departamento de Empedrado består i huvudsak av gräsmarker. Runt Departamento de Empedrado är det mycket glesbefolkat, med 7 invånare per kvadratkilometer.